# زنبق غلتیده
زنبق غلتیده (نام علمی: Iris revoluta) نام یک گونه از سرده زنبق است.